# S.P.A.L. 2013
Società Polisportiva Ars et Labor 2013, S.P.A.L. 2013 ali na kratko SPAL je italijanski nogometni klub iz mesta Ferrara. Ustanovljen je bil leta 1907 kot Società Polisportiva Ars et Labor, se po ponovni ustanovitvi zaradi bankrota leta 2005 preimenuje v Spal 1907, nato se po drugi ponovni ustanovitvi zaradi novega bankrota leta 2012 preimenuje v Società Sportiva Dilettantistica Real S.P.A.L., v letu 2013 pa se klub preimenuje v trenutno ime. Trenutno igra v Serie A, 1. italijanski nogometni ligi.
Z domačih tekmovanj so vidnejši rezultati SPAL-a dva naslova prvaka 2. italijanske lige (1950/51, 2016/17), 3 naslove prvaka 3. italijanske lige (1937/38, 1972/73, 1977/78), 1 naslov prvaka pokala 3. italijanske lige (1998/99), 1 naslov prvaka superpokala 3. italijanske lige (2016), 1. naslov prvaka Coppa dell'Amicizia (1968) in 1 naslov podprvaka italijanskega pokala (1961/62). Z evropskih tekmovanj še nima rezultatov.
Domači stadion SPAL-a je Stadio Paolo Mazza, ki sprejme 13.020 gledalcev. Barvi dresov sta modra in bela. Nadimki nogometašev so Spallini, 
Biancazzurri ("Belomodri") in Estensi.